# 峰倉かずや
峰倉 かずや（みねくら かずや、1975年〈昭和50年〉3月23日 - ）は、日本の漫画家。神奈川県出身・在住。女性。血液型はA型。

## 概要
漫画家になる前は同人作家として同人活動を行っていた。ジャンルはオリジナルで、この頃に作られた作品はどれも現在商業誌で連載されている。またドラマCDなどの脚本やキャラクターソングの作詞も手掛けており、OVA『最遊記RELOAD Burial』のオープニングテーマの歌詞も峰倉の手によるものである。

## 経歴
- 1993年 - 角川書店『コミックGENKi』（現在廃刊）にてデビュー。
- 2000年 - エニックス、徳間書店、新書館、などで漫画作品掲載。
- 2002年 - 一迅社発行『コミックZERO-SUM』で『最遊記RELOAD』を連載。
- 2004年 - 体調不良のためホームページ一時中止（同年9月に新URL上で運営再開）。
- 2007年 - 子宮の病気により、執筆活動を停止。下半期より再開。ブログ上で病名と子宮を全摘出したことを公表した。
- 2008年 - 16年間交際していた高校時代の同級生の男性と入籍。
- 2010年 - エナメル上皮腫の一種と診断され、これによる体調不良および骨移植・人工形成手術のため無期限で漫画連載を休止することを自身のブログで告知。
- 2011年 - 手術（一期）が完了。半分ほど顔を失った状態となり、体重が激減したことを半年ぶりに更新したブログで公表した。
- 2012年 - 『コミックZERO-SUM』の2012年5月号より、『最遊記REROAD BLAST』の連載を再開することをブログで発表。その他の作品についても時期が決まり次第ブログ、Twitterで知らせるとしている。

## 作風
ファンタジー、学園もの、ハードボイルド系の作品を手がける。多くの作品にアクションシーンが含まれ、男性の身体の描写や、友情・関係に非常にこだわりがある。また、峰倉自身が愛煙家であることもあってか、喫煙者がよく登場する（本人が喫煙する銘柄はCABINスーパーマイルド）。ストーリーは作品の性質上暴力シーンが多く、流血などのグロテスクな場面も多い。キャラクターの発言などに下ネタ的要素をしばしば含む。口元に影をつけるなど、スクリーントーンを多く使うが、『BUS GAMER』などのハードボイルド系の作品では、対照的に使用量が控えめになっている。
カラーイラストではコピックを多用することが多いが最近はCG（CS2）も使用。画集も多く発行している。

## 作品リスト
- 最遊記シリーズ[2]
  - 最遊記
  - 最遊記外伝
  - 最遊記RELOAD
  - 最遊記RELOAD BLAST
  - 最遊記異聞
- 私立荒磯高等学校生徒会執行部
- WILD ADAPTER
- BUS GAMER
- 蜂の巣
- stigma
- 獣の烙印（読み切り）
- JUST!!
- brother

### 画集
- Back gammon 1～3
- Back gammon-Remix
- sugar coat
- salty dog 1～10
- sugar coat excess

### その他
- 最遊人 原作版「最遊記」オフィシャルガイド
- Trouble trap!（表紙・挿絵）
- 描き下ろしピンナップ 饗

## アシスタント
- 鈴木次郎
- 水谷悠珠
- 明日東
- 片桐いくみ
- 清野桂也
- 朝比奈あさと